# Pseudosinella collina
Pseudosinella collina är en urinsektsart som beskrevs av John L. Wray 1952. Pseudosinella collina ingår i släktet Pseudosinella och familjen brokhoppstjärtar. Inga underarter finns listade i Catalogue of Life.